# Berliner Gewerbeausstellung
Die ersten Berliner Gewerbeausstellungen gab es bereits in der ersten Hälfte des 19. Jahrhunderts. Die bekannteste und größte fand vom 1. Mai bis 15. Oktober 1896 vor den Toren Berlins in der Landgemeinde Treptow im Treptower Park statt und wird auch als „verhinderte Weltausstellung“ bezeichnet. Verblieben von der Schau ist noch die Archenhold-Sternwarte.

## Erste Gewerbeausstellungen im Großraum Berlin

### Gewerbeausstellungen 1822 und 1827
Initiiert von dem preußischen Staatsmann Christian Peter Wilhelm Beuth, der ein großer Förderer des Gewerbes war, fand vom 1. September bis zum 15. Oktober 1822 die erste regionale Ausstellung im Gewerbehaus in der Klosterstraße statt. Damals stellten 182 Gewerbetreibende 998 verschiedene Erzeugnisse den 9514 Besuchern vor. Darauf folgte eine weitere Exposition im Jahr 1827 an gleicher Stelle.

### Allgemeine Deutsche Gewerbe-Ausstellung 1844
Im Jahr 1844 fand die Allgemeine Deutsche Gewerbe-Ausstellung im Zeughaus am Boulevard Unter den Linden statt. Unter den 3040 Ausstellern waren 685 Berliner Unternehmer. 260.000 Besucher wurden bei dieser Ausstellung deutscher Gewerbeerzeugnisse gezählt.

### Berliner Gewerbeausstellung 1879

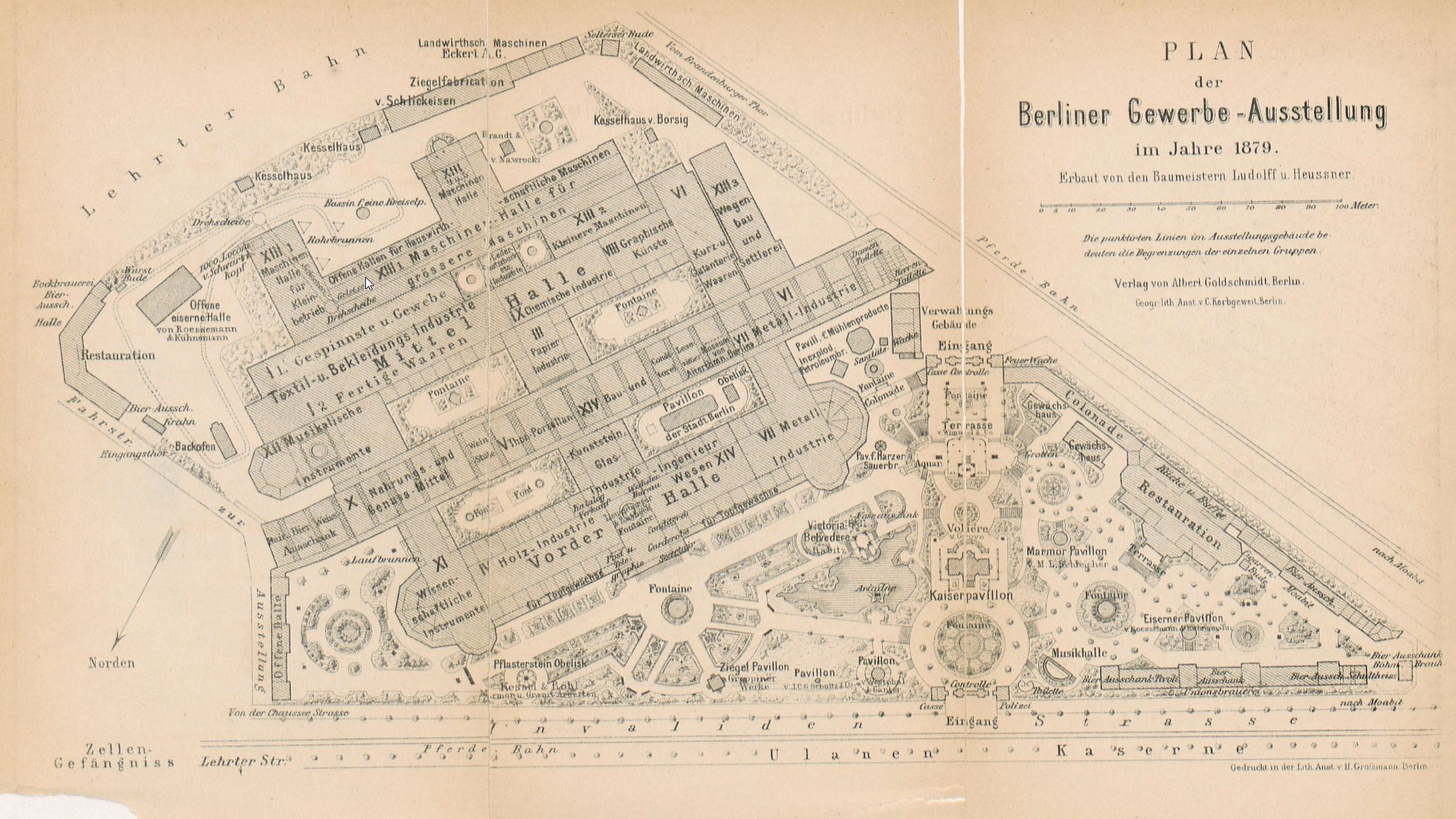
Lageplan der Berliner Gewerbeausstellung 1879, die Rundstrecke der Siemens-Bahn ist oben links dargestellt

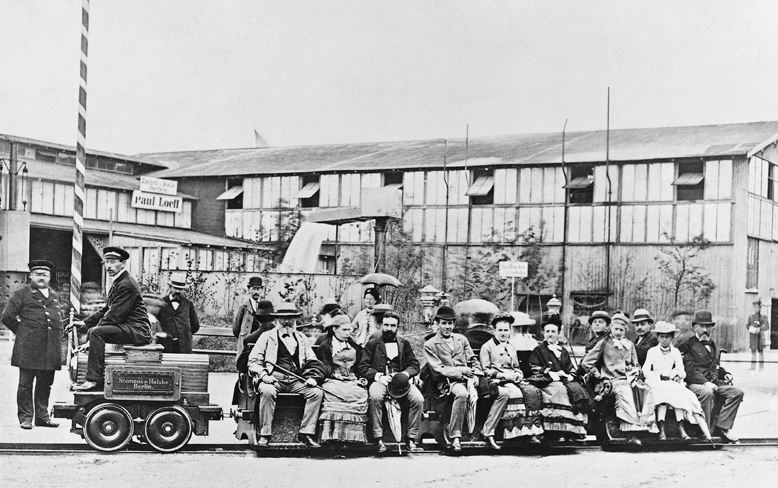
Erste Elektrolokomotive von Siemens auf der Gewerbeausstellung 1879

Die Berliner Gewerbeausstellung 1879 fand auf dem ULAP-Gelände am Lehrter Bahnhof statt. Sie war eine Leistungsschau der technischen Neuerungen mit überregionaler Bedeutung und bot den Besuchern auch einen Vergnügungspark. Die Berliner Stadtbahnstrecke befand sich 1879 im Bau, die bereits fertiggestellten Viaduktbögen wurden in die Ausstellungshallen integriert.
Die Aussteller gliederten sich in die Gruppen I bis XV. Neben Waren des täglichen Bedarfs waren u. a. Baumaterialien und neuartige technische Geräte und Maschinen ausgestellt. Der Kunstschmied Eduard Puls zeigte einige Arbeiten aus seiner Werkstatt. Die Berliner Maschinenbau-Actien-Gesellschaft, vormals F. Schwartzkopff, konnte die 1000. Lokomotive präsentieren, eine 1B Personenzug-Dampflokomotive der preußischen Bauart P2 für die Niederschlesisch-Märkische Eisenbahn.
Höhepunkt und Publikumsmagnet der Ausstellung 1879 war die erste Elektrische Lokomotive des Unternehmens Siemens & Halske. Werner Siemens (damals noch nicht geadelt) stellte seine Entwicklung am 31. Mai persönlich vor. Rund 90.000 Menschen fuhren während der vier Monate andauernden Ausstellung auf der 300 Meter langen Strecke.
Später wurde diese technische Sensation auch in Brüssel, Frankfurt am Main (1881 auf der Allgemeinen Patent- und Musterschutz-Ausstellung im Palmengarten), Kopenhagen, London und Moskau vorgeführt. Die erhaltene Original-Lokomotive befindet sich heute im Deutschen Museum in München; eine Nachbildung ist im Deutschen Technikmuseum Berlin ausgestellt.

## Berliner Gewerbeausstellung 1896 in Treptow

### Vorgeschichte

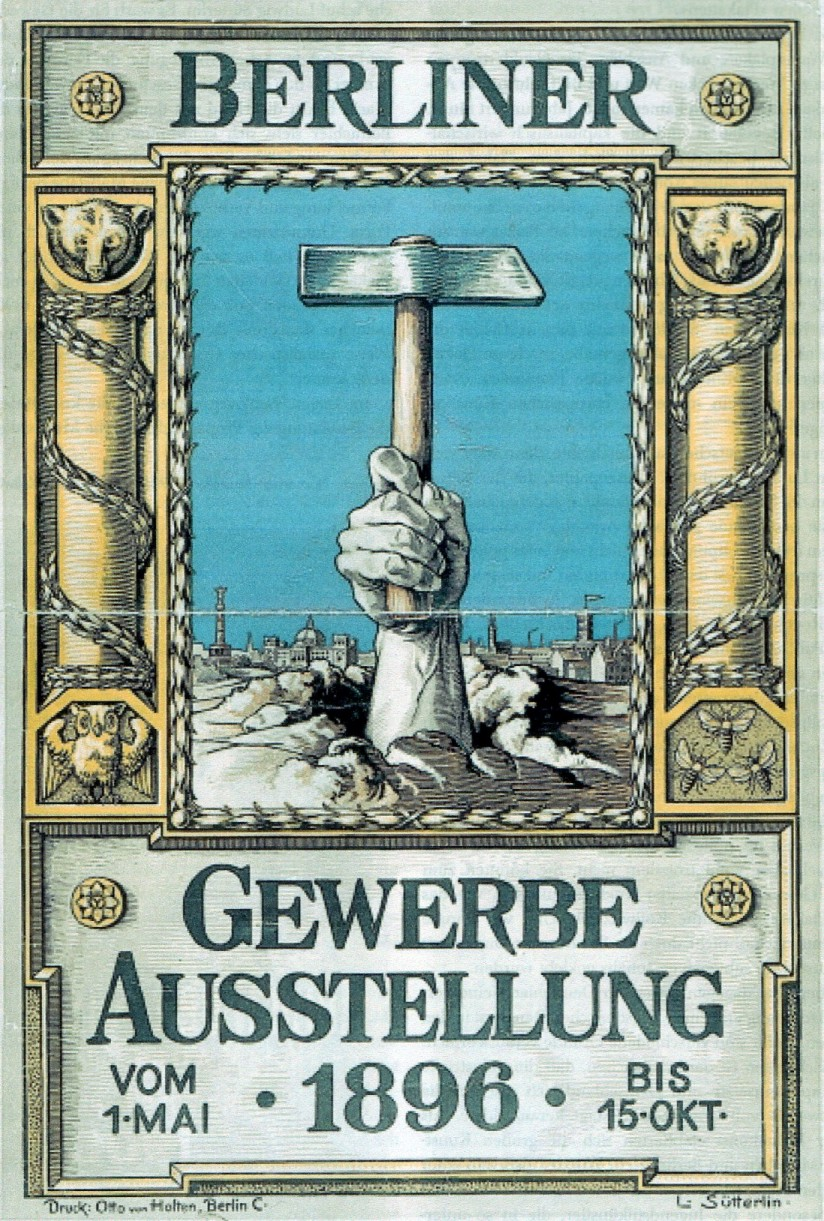
Ludwig Sütterlin: Plakat für die Berliner Gewerbeausstellung 1896

Nach den erfolgreichen Weltausstellungen in London und Paris wurde auch in der Reichshauptstadt Berlin darauf gedrungen, eine eigene Weltausstellung auszurichten. Insbesondere der zur Gewerbeausstellung 1879 gegründete Verein Berliner Kaufleute und Industrieller unter seinem Vorsitzenden Ludwig Max Goldberger machte sich dies zur Lebensaufgabe (Goldberger, den man aus zeitgenössischen Berichten als „dynamisch“ beschreiben kann, lebte ein Jahr in den USA und schrieb unter anderem das Buch Land der unbegrenzten Möglichkeiten, dessen Titel mittlerweile sprichwörtlich ist) – die Vorteile auf internationaler Ebene waren ihm bewusst. Berlin entwickelte sich am Ende des 19. Jahrhunderts zur führenden Industriemetropole Europas, sodass man im Selbstbewusstsein nicht hinter Paris spätestens seit der Weltausstellung von 1889 mit der Errichtung des Eiffelturms zurückstehen wollte. Trotz intensiver Bemühungen blieb es jedoch bei wiederholten Absagen der Handelskammern und aufgrund der prekären Finanzsituation des Reiches verwarfen Kaiser Wilhelm II. und sein Reichskanzler Leo von Caprivi das Vorhaben dann letztlich. Obwohl der Kaiser sich gern in der Öffentlichkeit präsentierte, stand er dem Vorhaben stark abgeneigt gegenüber – am 20. Juli 1892 schrieb er an seinen Reichskanzler:

„Der Ruhm der Pariser läßt den Berliner nicht schlafen. Berlin ist Großstadt, also muss es auch eine Ausstellung haben. Das ist völlig falsch. Paris ist nunmal, was Berlin hoffentlich nie wird, das große Hurenhaus der Welt, daher die Anziehung auch außer der Ausstellung. In Berlin ist nichts was den Fremden festhält als die paar Museen, Schlösser und die Soldaten; in sechs Tagen hat er alles […] gesehen und zieht dann erleichtert weiter […] Das macht sich der Berliner nicht klar […] Aber das ist eben das Hindernis der Ausstellung.“

Und an vielen Gelegenheiten, in denen das Thema zur Sprache kam, sagte er dann kurz und knapp „Ausstellung is nich, wie meine Herren Berliner sagen“, auf den Berliner Dialekt anspielend.
In einer Art Trotzreaktion übernahmen daraufhin der Verein Berliner Kaufleute und Industrieller (VBKI) und eine eigens gegründete Interessengemeinschaft die Initiative – die in eigener Regie auszurichtende Ausstellung nannten sie zwar nicht mehr Weltausstellung, doch der eher provinzielle Name „Gewerbeausstellung“ darf keinesfalls über die angedachten Dimensionen hinwegtäuschen – ein beabsichtigter Etikettenschwindel. Ein Termin war auch schnell gefunden – die Gewerbeausstellung sollte zum 25-jährigen Bestehen Berlins als Reichshauptstadt stattfinden. Im Frühjahr 1894 begannen die Bauarbeiten – es sollte eine deutsche Leistungsschau werden zur Stärkung der heimischen Wirtschaft. Deutschland galt als hochtechnologisches Land und Berlin als das Zentrum von Wissenschaft, Industrie und Dienstleistung.

### Ausstellung

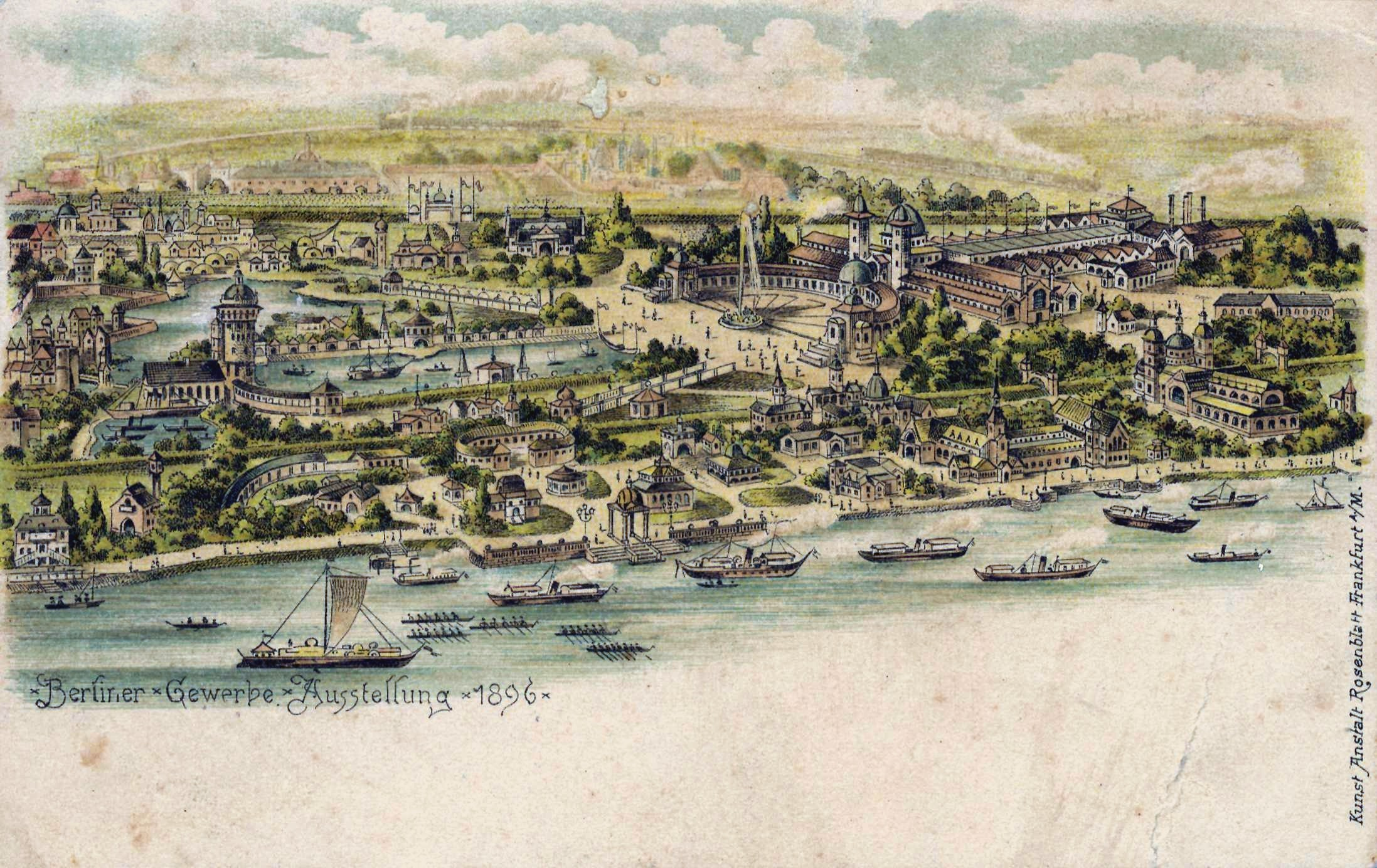
Überblick über das Ausstellungsgelände

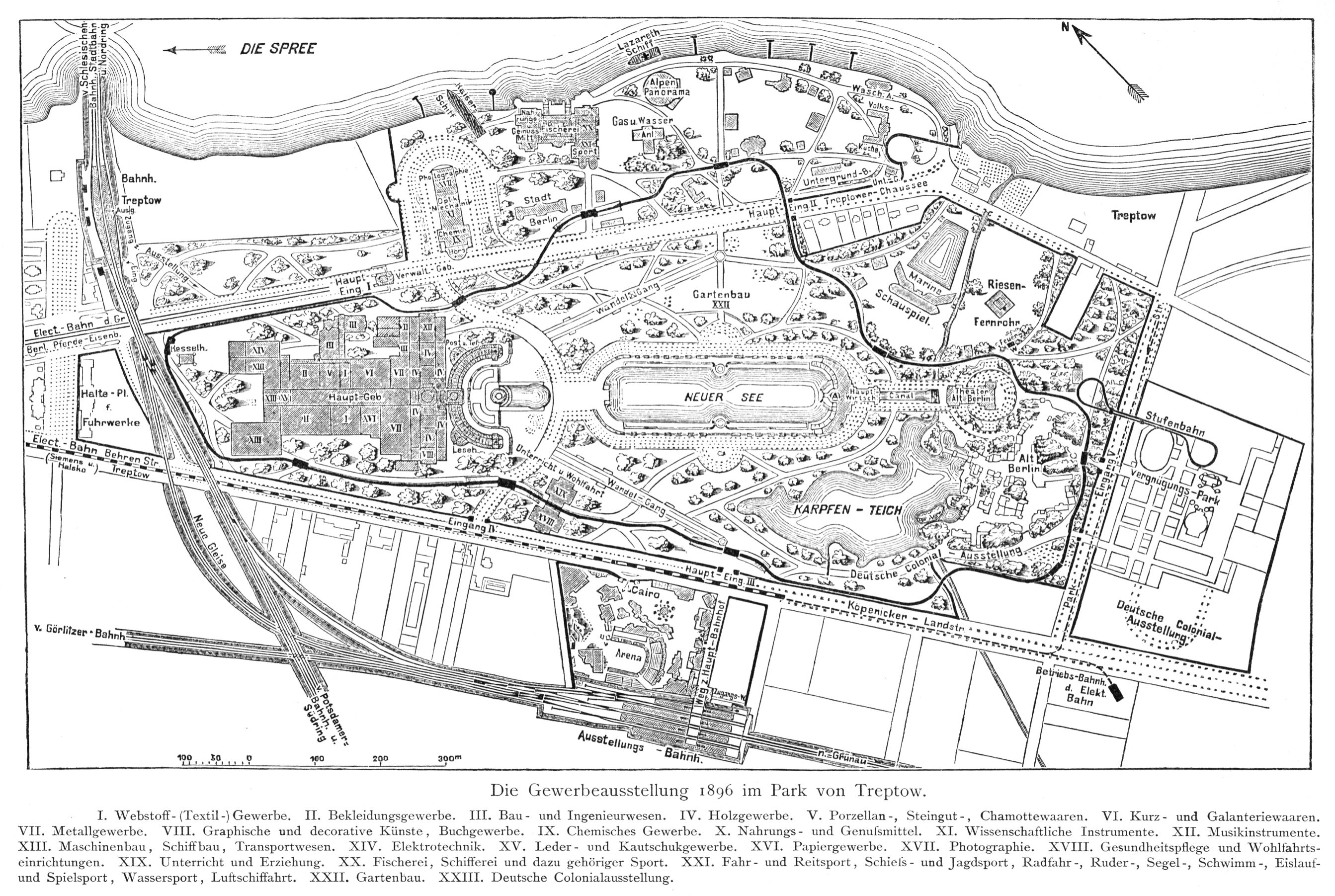
Ausstellungsplan (zeigt eine Länge von etwa zwei Kilometer mit dem Spreeufer am oberen Rand)

Schließlich fand die Ausstellung als Berliner Gewerbeausstellung vom 1. Mai bis 15. Oktober 1896 im Treptower Park statt. Das Areal von 900.000 m² war sogar größer als die bisherigen Weltausstellungen. Um den Neuen See, ein künstlich angelegtes Wasserbassin mit 10.000 m² Fläche (später wurde hier das Sowjetische Ehrenmal angelegt), gruppierten sich auf dem weitläufigen Gelände entlang der Spree die Pavillons der 3780 Aussteller, die in 23 Gruppen aufgeteilt waren. Das größte Gebäude war das in der Nähe des Haupteingangs gelegene Haupt-Industrie-Gebäude, in dem 13 Gruppen untergebracht waren, um ihre Produkte und Entwicklungen vorzustellen. Die Bauten direkt am Neuen See mit Aussichtstürmen, Restaurant, Wandelhalle und Gondelhafen entstanden nach Entwürfen von Bruno Schmitz.
Bei den Vorbereitungen für die Gewerbeausstellung 1896 kam es in der Landgemeinde Treptow zu zahlreichen Strukturänderungen und -verbesserungen. Um die erwarteten Besucherzahlen (es wurden etwa sieben Millionen) von der Innenstadt nach Treptow zu bringen, mussten die Verkehrswege ausgebaut werden. Viele Straßen wurden neu angelegt oder nun befestigt, der öffentliche Nahverkehr deutlich ausgebaut. So erhielt die Görlitzer Bahn einen eigenen Bahnhof Ausstellung, der nach der Ausstellung wieder geschlossen wurde. Mehrere elektrische Straßenbahnlinien der Großen Berliner Pferde-Eisenbahn und der von Siemens & Halske betriebenen elektrischen Straßenbahnen in Berlin wurden im April in Betrieb genommen. Und auch die Ringbahn hatte einen eigenen Bahnhof Treptow – der heutige S-Bahnhof Treptower Park.
Auf den Gewässern der Ausstellung wurden zehn elektrische angetriebene Boote eingesetzt, deren Bootskörper von der Werft Holz in Harburg gebaut und die von der AEG elektrisch ausgestattet wurden. Nach der Ausstellung wurden die Boote im Treptower Fährdienst eingesetzt. Über die Spree führte ein Zugang zur Ausstellung – selbst Landungsbrücken für Ihre Majestäten waren eingerichtet worden. Auf der Spree wurde ein enggetakteter Linienbetrieb von Motorbooten und Dampfern verschiedener Reedereien geplant, dessen Umsetzung jedoch fraglich ist und von mindestens einem Anbieter schon während der Ausstellung eingestellt wurde, obwohl dieses Verkehrsmittel naturgemäß ohne Ausbau der Verkehrswege auskam. Die Auslastung der tatsächlich fahrenden Schiffe, darunter zwei eigens in Auftrag gegebene Stern-Dampfer, blieb hinter den Erwartungen zurück. Ebenso war ein Zugang unter der Spree zur Ausstellung geplant – der Spreetunnel Stralau–Treptow sollte ein Demonstrationsobjekt für Untergrundbahnen in Berlin werden, wurde aber erst 1899 von den Berliner Ostbahnen in Betrieb genommen.

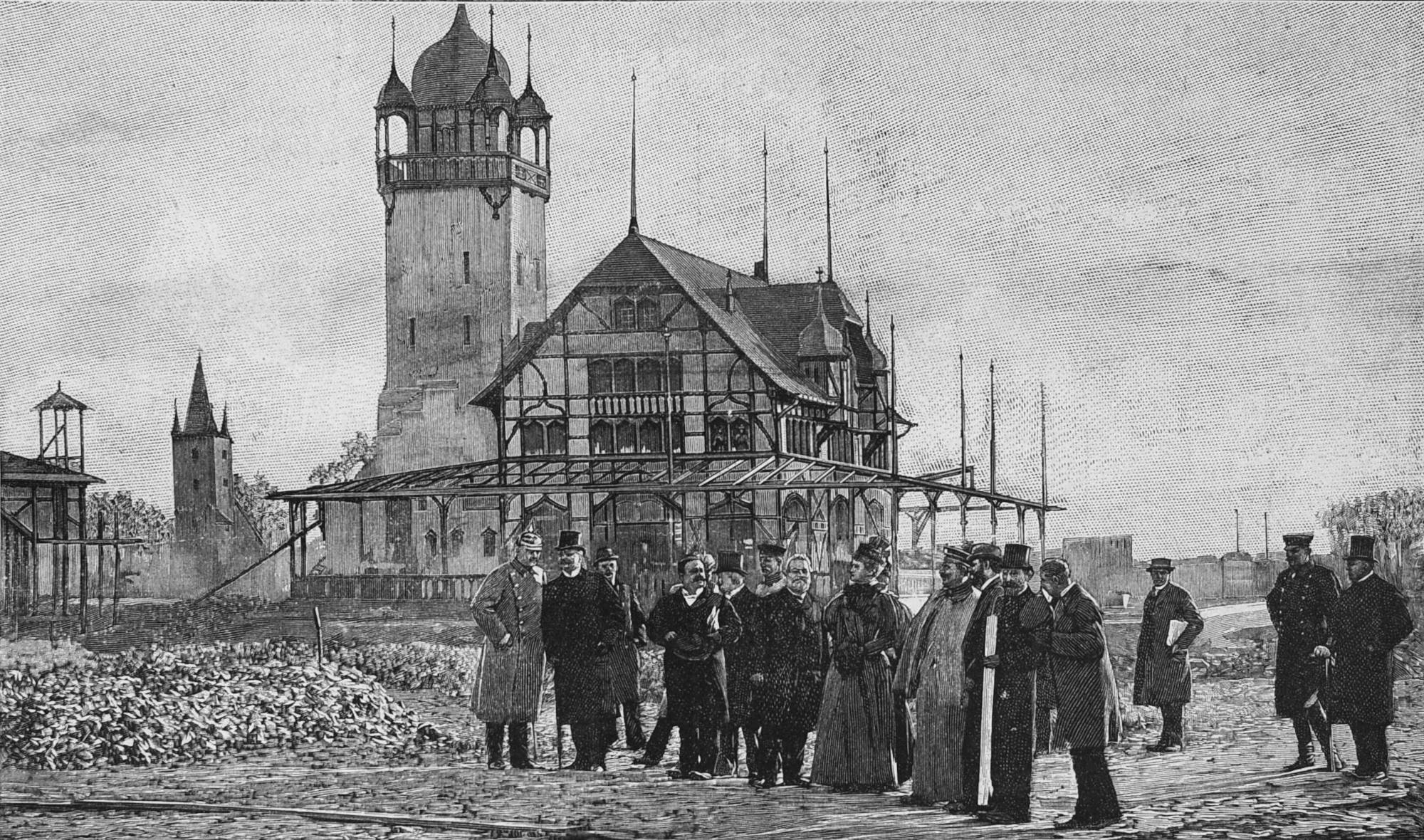
Besichtigung am 6. März 1896

Innerhalb der Ausstellung konnten die Besucher die elektrische Rundbahn der Firma Naglo nutzen, die zu den Höhepunkten auf dem riesigen Gelände führte. Für die Stromversorgung der gesamten Anlage war ein eigenes Kraftwerk errichtet worden, für die Wasserversorgung entstand ein eigener Wasserturm. Die Ausstellung war von einer weltweiten Werbekampagne begleitet, und obwohl es an 120 der 168 Ausstellungstagen regnete, kamen über sieben Millionen Besucher.
Die Reaktion des Kaisers auf die Ausstellung ist nicht überliefert. Die Gartenlaube berichtete aber ausführlich über seinen Besuch vor der Eröffnung: „Am 6. März machte er mit seiner Gemahlin Treptow den angekündigten Besuch. Es interessierte sie besonders das Alpenpanorama, dessen Schöpfer, den Maler Rumpelsbacher, wir auf unserem Bilde rechts vom Kaiserpaar sehen. Die Leiter der Ausstellung, die Kommerzienräte Goldberger und Kühnemann, hatten sich ins Feiertagskleid geworfen und die Wege aufs beste vorbereitet.“

### Inhalte der Ausstellung

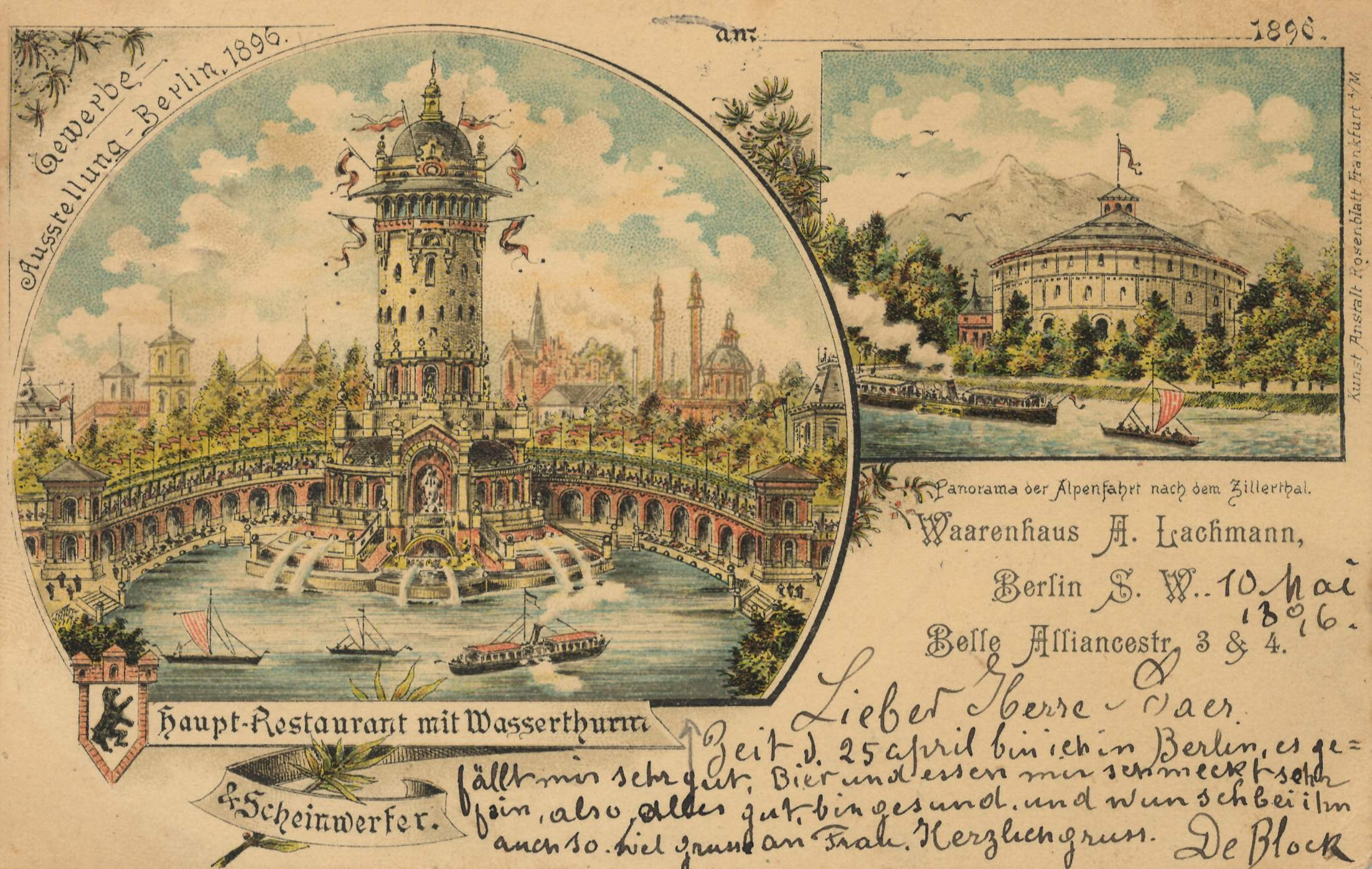
Ansicht des Hauptrestaurants mit Wasserturm

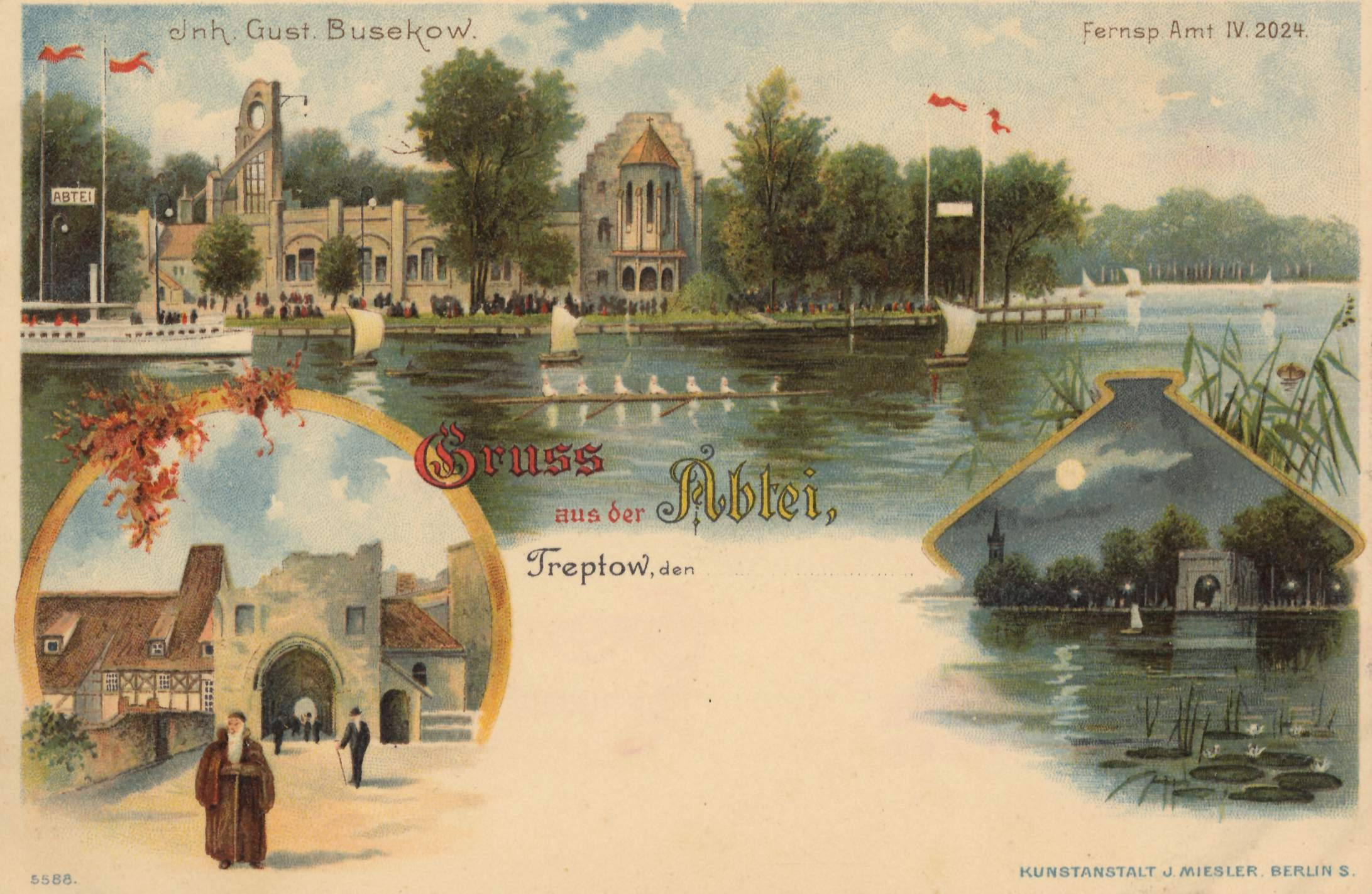
Restaurant Abtei

Die Ausstellung war keine reine Mustermesse – neben der Vorstellung von technischen Neuerungen, wie z. B. Röntgenstrahlen oder Phonographen, sollte auch das Vergnügen nicht zu kurz kommen.

#### Speisen, Trank, Vergnügen
Es gab zahlreiche Cafés, Restaurants und Brauerei-Ausschänke. Die bekannten Berliner Gastronomen Aschinger hatten mehrere Verkaufsstellen. Das Hauptrestaurant am östlichen Ende des Neuen Sees wurde von Adlon & Dressel betrieben. Gegenüber lag vor dem Haupt-Industriegebäude eine Filiale des Café Bauer. Davor lud der Gondelhafen zu Fahrten mit venezianischen Gondeln auf dem See ein. Unternehmen wie Sarotti, Hoffmann & Tiede, die Breslauer Wurstfabrik, das Bürgerliche Brauhaus Pilsen, die Brauerei Patzenhofer, Tucher Bräu und viele andere boten ihre Produkte an. Frisch gezapftes Bier und warme Speisen gab es auch in einem Automatenrestaurant im Vergnügungspark.
In die Gewerbeausstellung einbezogen wurde die Insel Neu-Spreeland mit einem im Stil einer schottischen Klosterruine (Abtei) gestalteten und 1914 abgebrannten Restaurant. Die Insel war zu dieser Zeit über eine Fähre zu erreichen, wurde später nach dem Restaurant Abteiinsel genannt und 1949 in Insel der Jugend umbenannt.
Im Vergnügungspark östlich der heutigen Bulgarischen Straße trugen Hagenbecks Thierzirkus und das Nordpol-Panorama („mit lebenden Eisbären, Walrossen und Eskimos“), Dr. Wölferts Lenkbares Luftschiff, ein Ballonplatz, die Wasserrutschbahn, das American Theatre, das Luft-Carussel und vieles mehr zum vielfältigen Programm bei.

#### Kolonial-Ausstellung

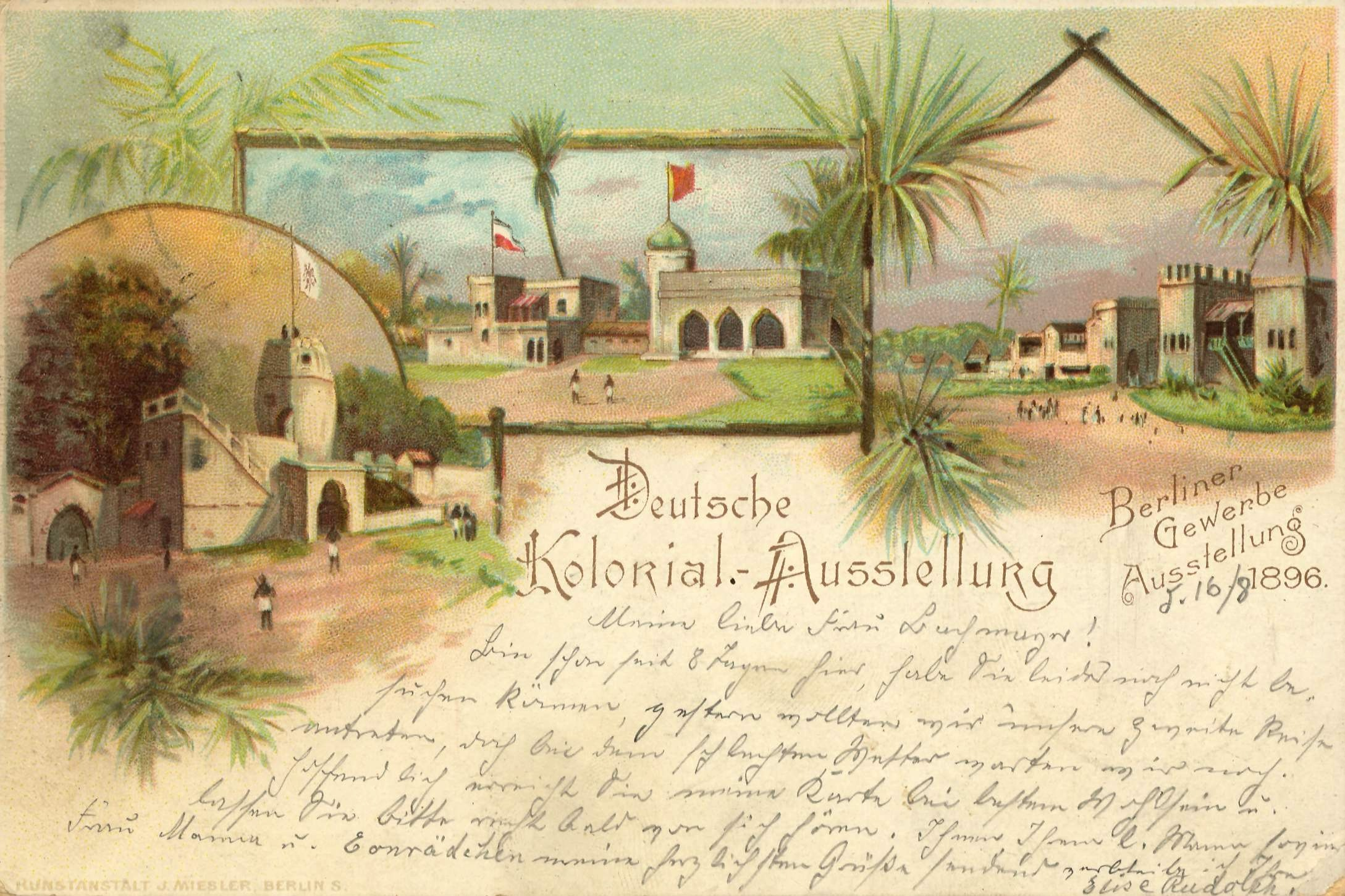
Ansicht der Kolonial-Ausstellung

Im Kontext des Imperialismus des Deutschen Kaiserreichs und rassenanthropologischen Weltbildern des 19. Jahrhunderts wurde auch eine Kolonial-Ausstellung eingerichtet. Es handelte sich dabei gewissermaßen um eine Völkerschau. Die Kolonialausstellung diente unter anderem dazu, das Deutsche Kaiserreich als Kolonialmacht zu inszenieren. Über 300 Unternehmen waren auf der Ausstellung vertreten, darunter Bahlsen und die Deutsche Bank, die von der Ausbeutung der Kolonien profitierten.
In der 1. Deutschen Colonial-Ausstellung beiderseits der Parkstraße (seit 1935: Bulgarische Straße) waren Dörfer aus Ostafrika, Togo, Kamerun und Neuguinea nachgebaut. Über 100 Afrikaner wurden eigens für diese Ausstellung nach Berlin gebracht, teils mit Arbeitsverträgen gelockt, und als Objekte für die Ausstellung genutzt. Unter unwürdigen Bedingungen mussten sie sich tagsüber, in exotische Kostüme verkleidet, den Ausstellungsbesuchern „präsentieren“ und wurden nachts in enge Baracken untergebracht. Zehnmal befanden sich Afrikaner zur Behandlung in Krankenhäusern. Drei Menschen starben während der siebenmonatigen Ausstellung. Der spätere Direktor des Berliner Völkerkundemuseums Felix von Luschan dokumentierte und vermaß jeden einzelnen Teilnehmer aus den Kolonien für seine rassenanthropologischen Studien.

#### Kairo
In Kairo wurden Gassen der Kairoer Altstadt nachgebildet mit arabischem Café, Moschee, Wohn- und Geschäftshäusern und Basaren. Das Konzept ging auf die Pariser Weltausstellung von 1889 zurück, auf der eine ähnliche „Rue de Caire“ präsentiert wurde. In der Sonderausstellung Kairo wurden ebenfalls etwa 500 Menschen zu Ausstellungsobjekten gemacht, sie sollten das Leben der „Araber“, „Nubier“, „Sudanesen“, „Ägypter“, „Palästinenser“, „Tunesier“ und „Algerier“ darstellen. Pyramiden und ein Fellachendorf ergänzten die exotische Inszenierung. Mittels eines Aufzugs konnte man die größte Pyramide, einen Nachbau der Cheops-Pyramide (die tatsächlich nur in der Vorderseite steinern errichtet war), zur Spitze hinauffahren und als Aussichtspunkt benutzen.
Kairo war privat betrieben, Gesellschafter waren der Baumeister G. Wohlgemuth und der Völkerschau-Unternehmer Willy Möller.

#### Alt-Berlin

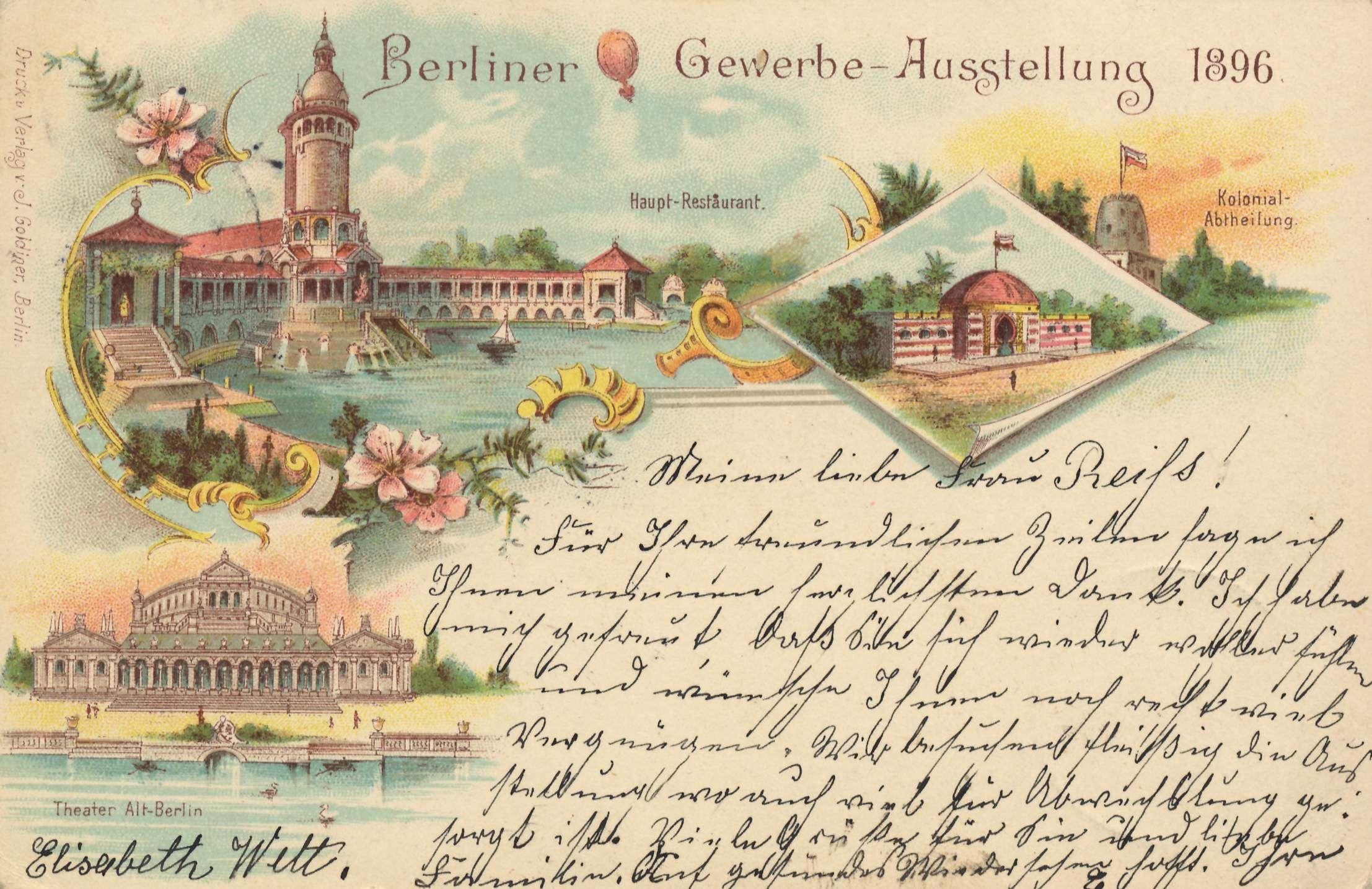
Theater Alt-Berlin und weitere Gebäude

Der Bereich Alt-Berlin, für den der Verein für die Geschichte Berlins verantwortlich zeichnete, war der Nachbau von Teilen des spätmittelalterlich-frühneuzeitlichen Berlins mit insgesamt 120 Bauten, darunter zwei Stadttore (Spandauer Tor und Georgentor), Zwinger, Marktplatz, Rathaus und Heilig-Geist-Hospital. Im benachbarten Theater „Alt-Berlin“ des Architekten Bernhard Sehring, das 1850 Zuschauern Platz bot (mehr als das Königliche Opernhaus) und über eine 750 m² große Bühne verfügte, fanden täglich Theatervorstellungen und Umzüge statt. Der Bereich befand sich am Karpfenteich, im südlichen Teil des Parks.

#### Fliegerei, Astronomie, Attraktionen
Auch Otto Lilienthal präsentierte sich mit seiner Firma für Dampfmaschinen auf der Ausstellung. Seine ursprünglich geplanten Flugvorführungen wurden aber nicht genehmigt und so musste er sich damit begnügen, am 16. Juni 1896 einen Vortrag über Praktische Flugversuche zu halten. Lilienthal starb am 10. August 1896 bei einem Flugversuch.

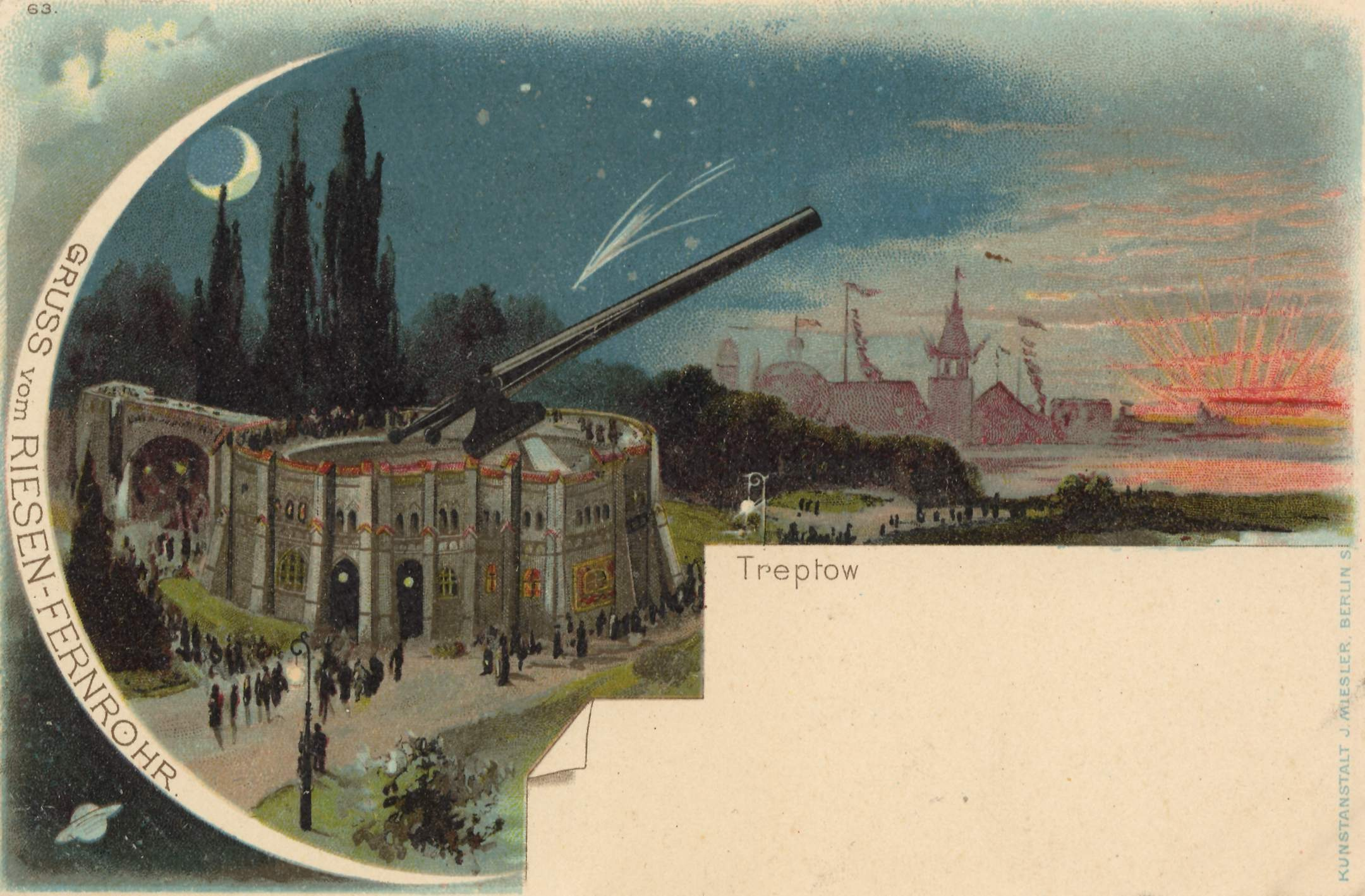
Das Riesenfernrohr

Das Riesenfernrohr löste besonderes Interesse bei den Besuchern aus, obwohl das von Friedrich Simon Archenhold entwickelte Fernrohr, das auch Himmelskanone genannt wurde, erst im September voll funktionstüchtig war. Das mit einer Brennweite von 21 Metern immer noch größte Linsenfernrohr der Welt war in einem Holzgebäude untergebracht. Wegen des großen Interesses und des fehlenden Geldes zum Abbau nach der Gewerbeausstellung entstand hieraus später die älteste und größte Volkssternwarte Deutschlands: die Archenhold-Sternwarte. Sie ist das einzig Erhaltene der großen Schau. Alles andere musste nach der Ausstellung wieder aus dem Treptower Park entfernt werden, denn die Genehmigung war nur unter der Maßgabe erteilt worden, dass die Parkanlagen keinen Schaden nahmen.
In einem hölzernen Ausstellungspavillon, der im Stil einer Riesengebirgsbaude errichtet war, wurde der Echte Stonsdorfer Bitter ausgeschenkt. Dieser Pavillon stand im Vergnügungspark, östlich der heutigen Bulgarischen Straße, und wurde nach der Veranstaltung nach Lichterfelde umgesetzt und beherbergte anschließend die Ausflugsgaststätte Wiesenbaude.

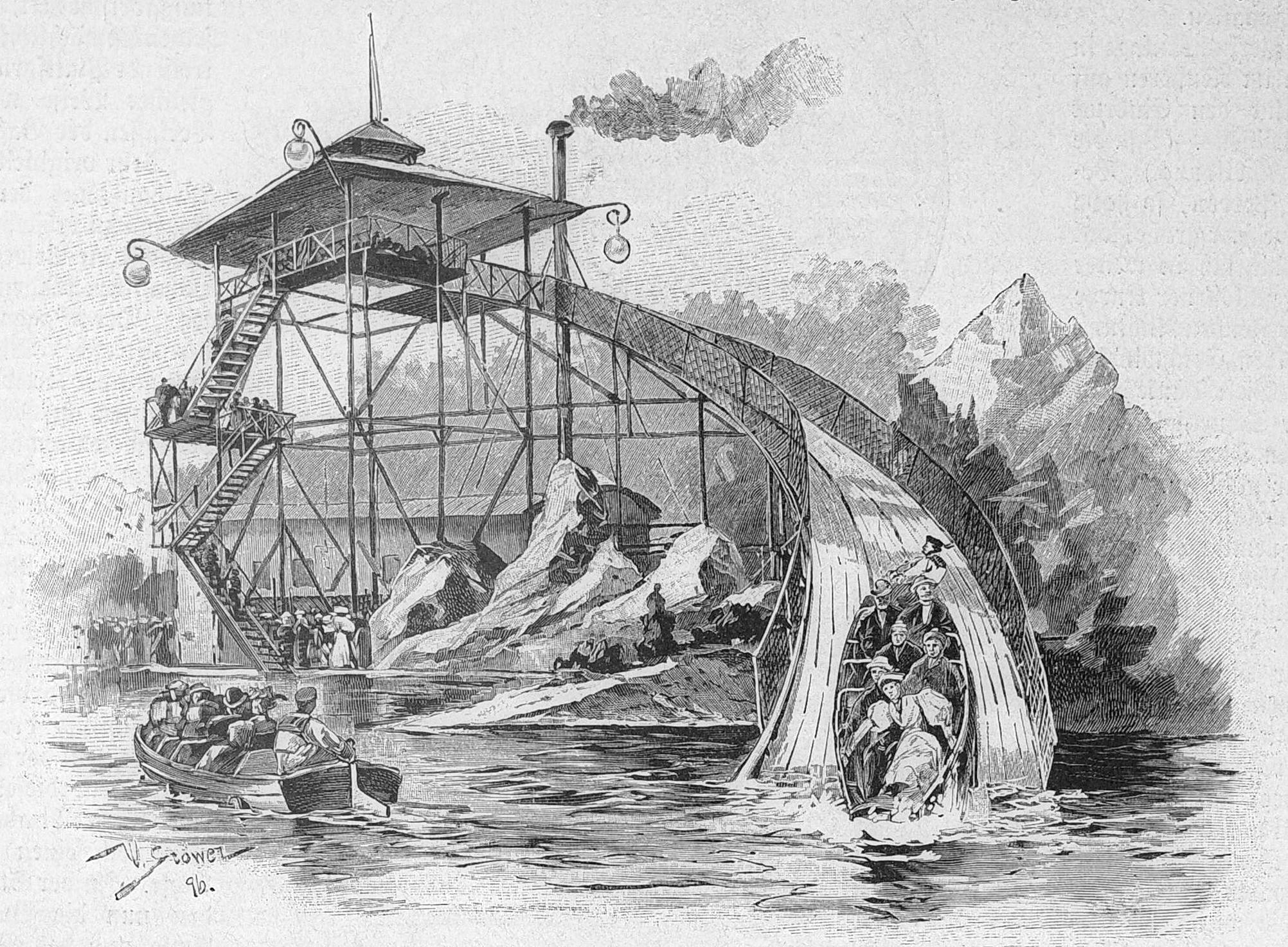
Die Wasserbahn

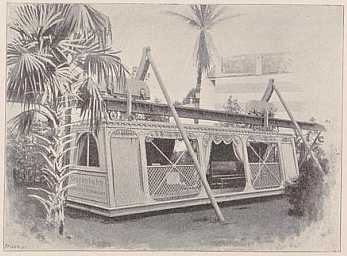
Die Tropen-Schwebebahn auf der Kolonial-Ausstellung

Weitere Attraktionen waren das Alpenpanorama, die Marine-Schauspiele und das Gebäude der Stadt Berlin. Die temporäre Kulisse des Alpenpanoramas wurde von den Berliner Firmen Boswau & Knauer und Carl Rabitz mit dessen Draht- und Putzwandbauweise errichtet. Die Industriehalle selbst war wegen ihrer Architektur, Größe und Formensprache damals berühmt. Eine Erinnerung an die Bauart findet sich in der Oberbaumbrücke, die zeitgleich mit der Gewerbeausstellung von 1894 bis 1896 etwas flussabwärts errichtet wurde und die noch steht.
Einige Firmen leisteten sich eigene Pavillons mit eigenen Attraktionen. Die Firma Siemens & Halske zeigte einen Riesendynamo, Wilhelm Conrad Röntgen präsentierte erstmals öffentlich die medizinische Anwendung seiner X-Strahlen, Carl Zeiss stellte hochpräzise wissenschaftliche Geräte aus, und die AEG brachte Licht in die Ausstellung. In bis dahin nie gesehenem Umfang wurde das Ausstellungsgelände am Abend mit tausenden Glühlampen (einer noch jungen Erfindung; Glühbirnen waren teuer) hell erleuchtet – das elektrische Licht war damals selbst eine Attraktion. Der Edison-Pavillon am rechten Wandelgang widmete sich dem Stand der kommenden Kino- und Filmtechnik. Aufmerksamkeit erregte jedoch der Brand am 16. August.

### Gliederung der Ausstellung

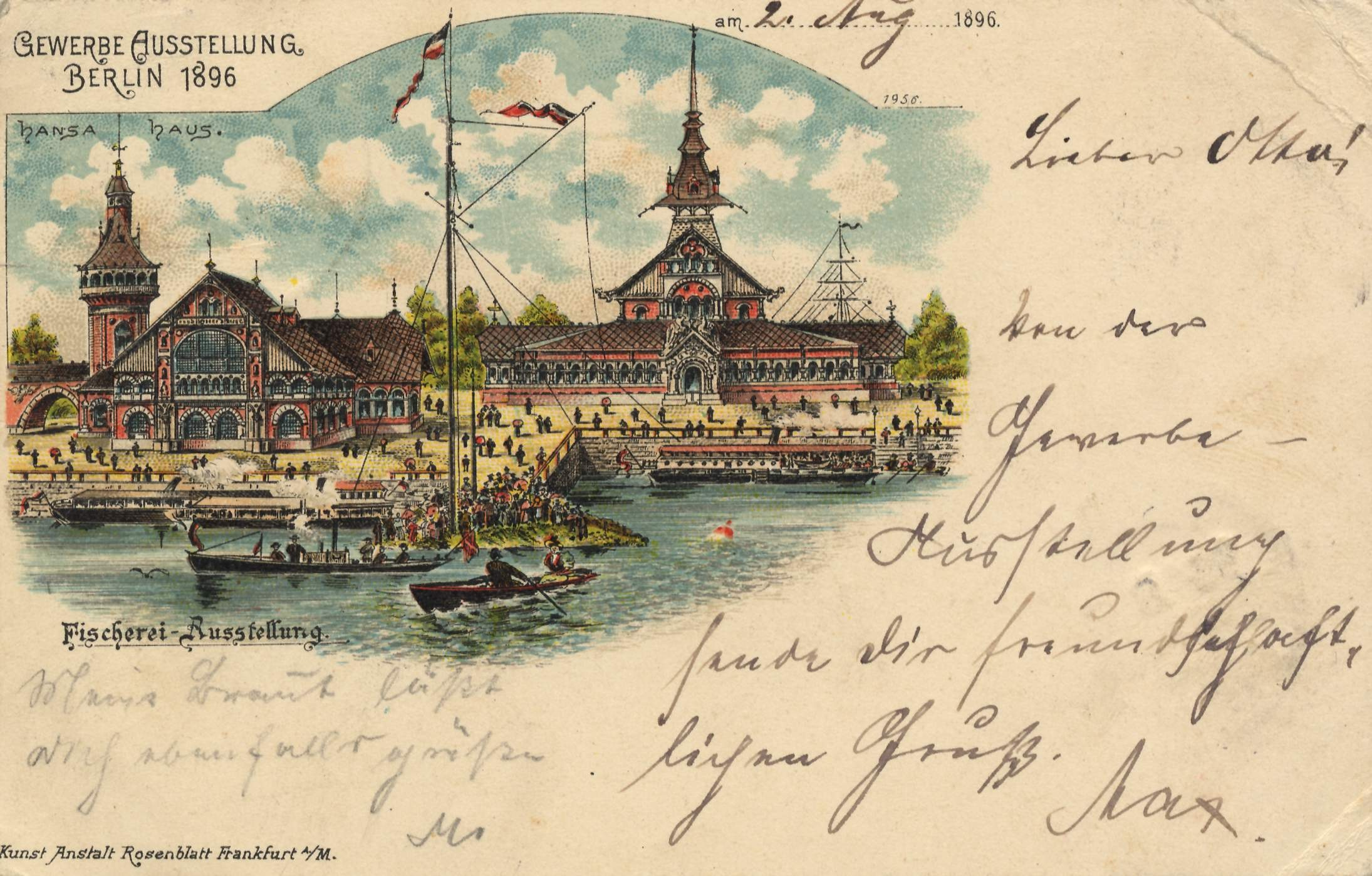
Gebäude der Fischerei-Ausstellung

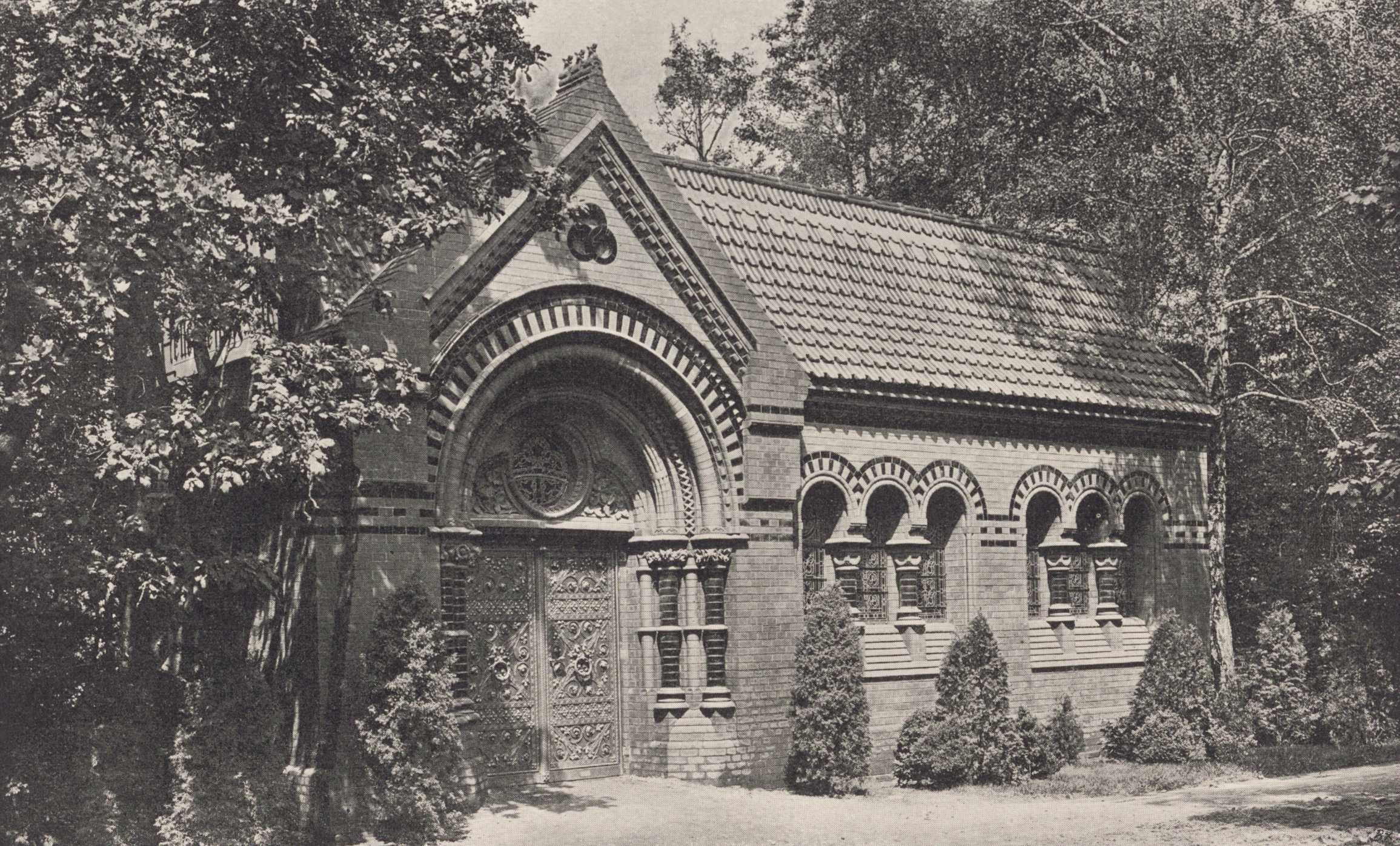
Der Pavillon des Vereins für Feuerbestattung wurde als Urnenhalle weiter genutzt und 1940 abgerissen.

Die Ausstellung war in 23 Gruppen aufgeteilt:
1. Textil-Industrie
2. Bekleidungs-Industrie
3. Bau- und Ingenieurwesen
4. Holz-Industrie
5. Porzellan-, Chamotte- und Glas-Industrie
6. Kurz- und Galanteriewaren
7. Metall-Industrie
8. Graphische und decorative Künste. Buchgewerbe
9. Chemie
10. Nahrungs- und Genuss-Mittel
11. Wissenschaftliche Industrie
12. Musik-Instrumente
13. Maschinenbau, Schiffbau und Transportwesen
14. Elektrotechnik
15. Leder- und Kautschuk-Industrie
16. Papier-Industrie
17. Photographie[30][31]
18. Wohlfahrts-Einrichtungen
19. Unterricht und Erziehung
20. Fischerei
21. Sport
22. Gartenbau
23. Deutsche Kolonial-Ausstellung

Neue Bahnen auf der Berliner Gewerbeausstellung 1896 (Bilder aus Die Gartenlaube)
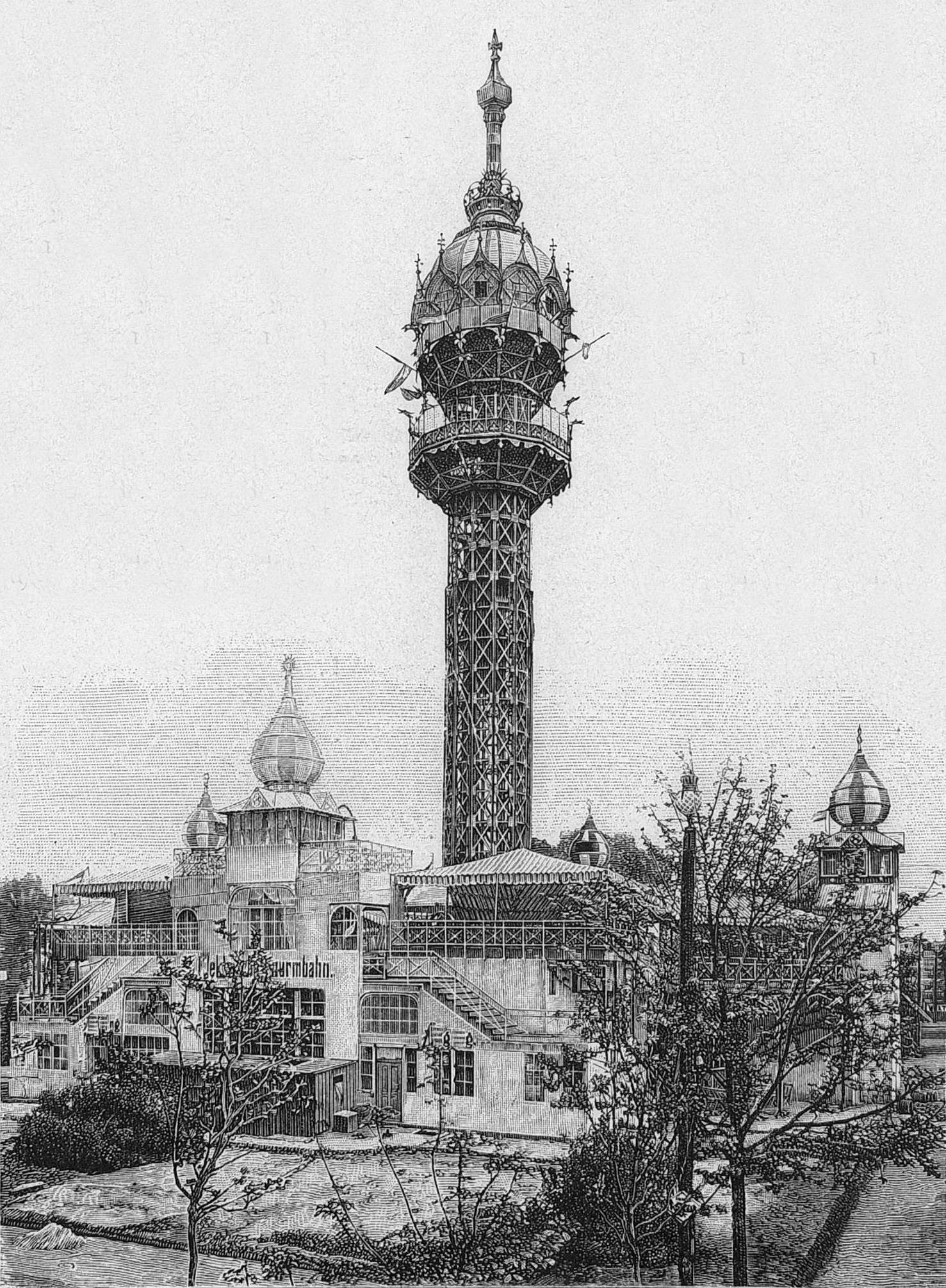
Die elektrische Turmbahn
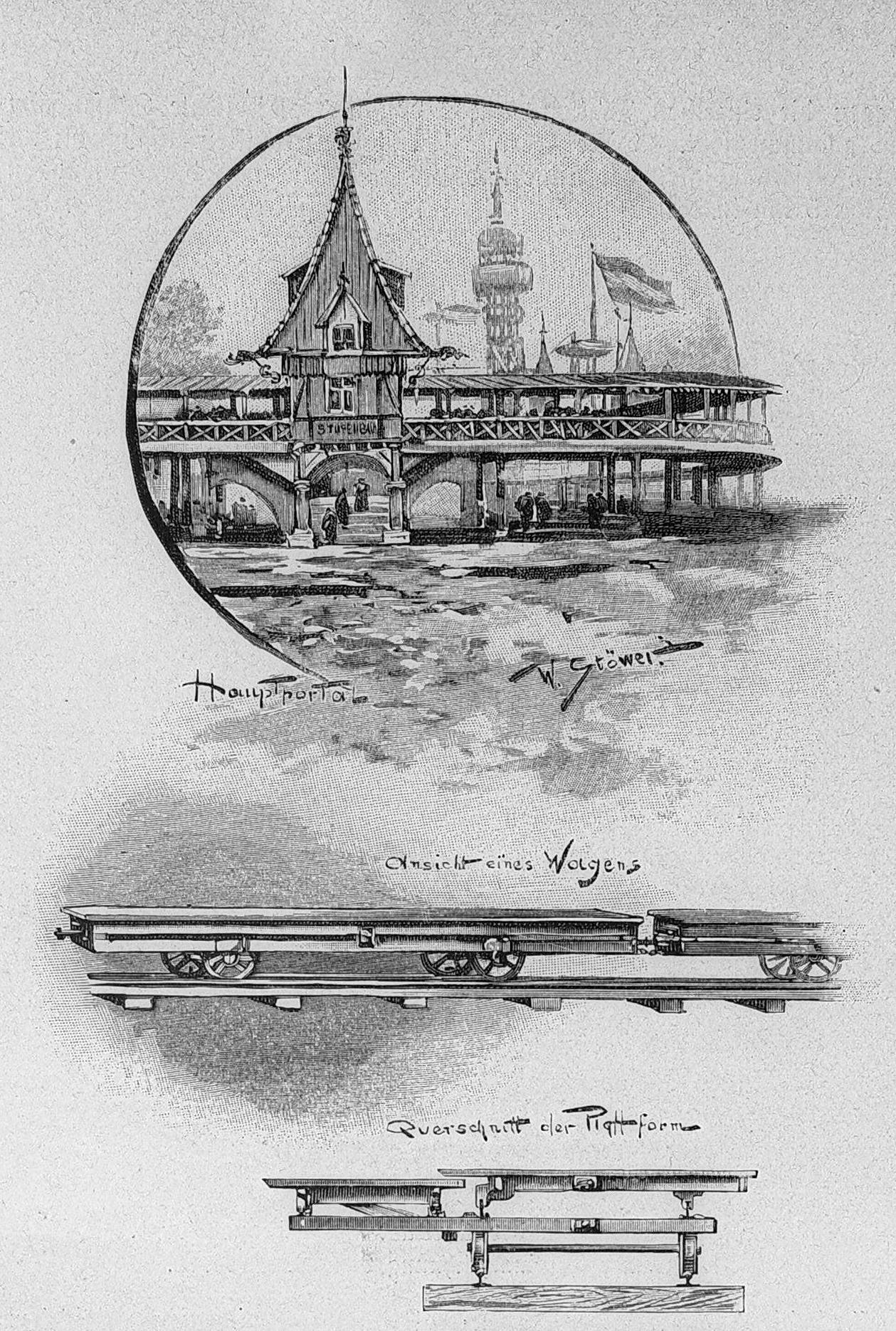
Stufenbahn – Hauptportal Ansicht eines Wagens Querschnitt der Plattform
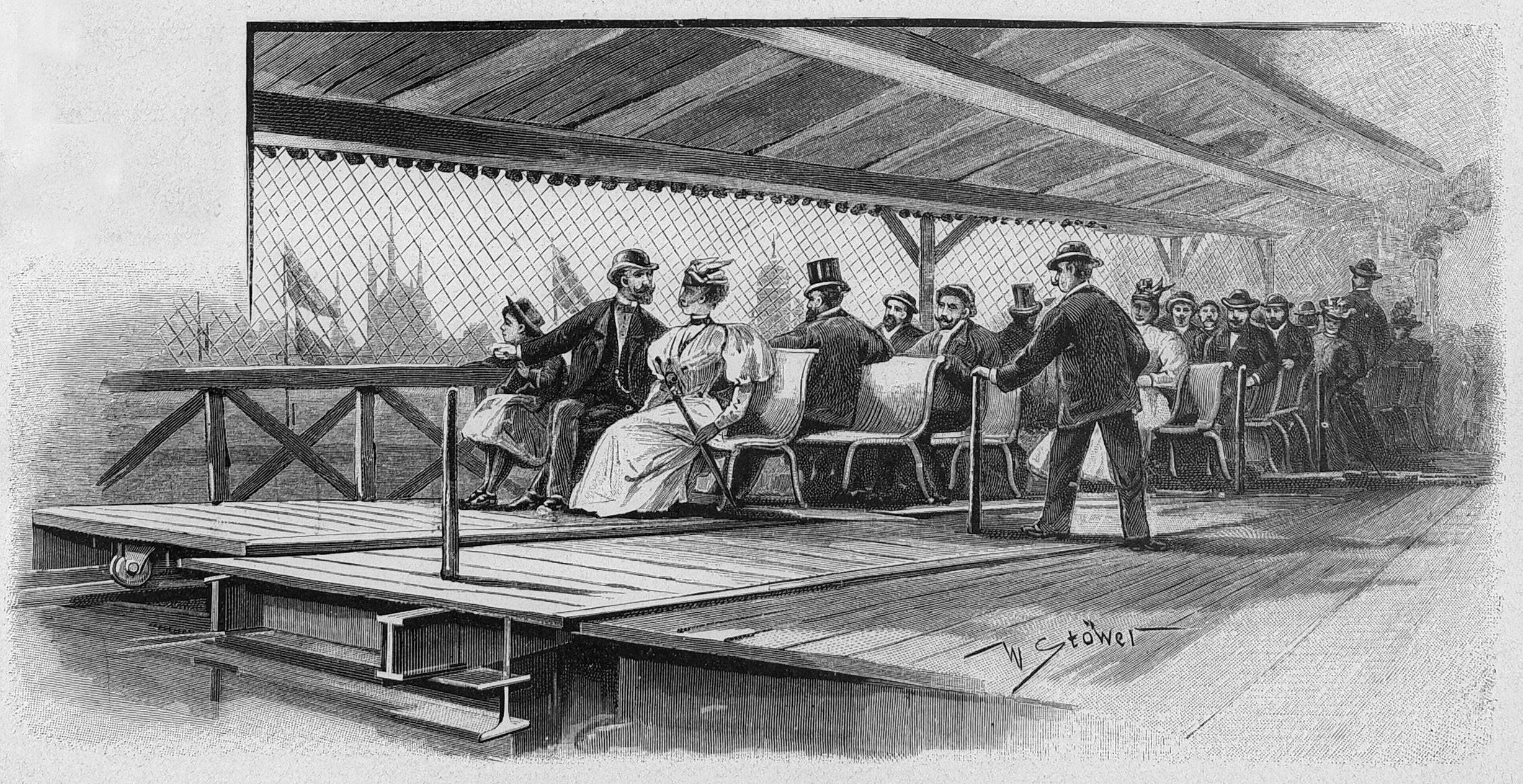
Auf der Stufenbahn

Die Turmbahn wurde nach der Ausstellung verkauft und in 1897 in Barmen am Toelleturm wieder aufgebaut.

## Anmerkung
1. ↑  Oberbürgermeister Zelle und Baurat Hobrecht

## Filme
- Die Pyramiden vom Treptower Park. Dokumentarfilm von Daniel und Jürgen Ast, RBB 2005
- „Die Wilden“ in den Menschenzoos. Dokumentarfilm von B. Victor-Pujebet und P. Blanchard, arte 2017 (92 min)